# Hiroyuki Usui
Hiroyuki Usui (født 4. august 1953) er en japansk fodboldspiller.

## Japans fodboldlandshold
| Japans landshold | Japans landshold | Japans landshold |
| År               | Kmp              | Mål              |
| ---------------- | ---------------- | ---------------- |
| 1974             | 2                | 0                |
| 1975             | 0                | 0                |
| 1976             | 1                | 0                |
| 1977             | 4                | 0                |
| 1978             | 14               | 7                |
| 1979             | 9                | 3                |
| 1980             | 5                | 3                |
| 1981             | 0                | 0                |
| 1982             | 0                | 0                |
| 1983             | 0                | 0                |
| 1984             | 3                | 2                |
| Total            | 38               | 15               |